# Plutó
Plutó (görög betűkkel Πλουτώ) Ókeanosz és Téthüsz vagy Himasz leánya, az ókeaniszok egyike. Zeusztól vagy Tmólosztól született fia Tantalosz. Neve más alakjai Plotisz vagy Ploté. Gyermekkorában Perszephoné játszótársa, így talán közvetlen kapcsolatban van Hadész latin változatának, a Pluto névalaknak a kialakulásával.